# Блаватский, Владимир Дмитриевич
Влади́мир Дми́триевич Блава́тский (30 августа [11 сентября] 1899, Санкт-Петербург, Российская империя — 10 ноября 1980, Москва, СССР) — советский археолог и историк античности, получивший известность благодаря своим работами в Фанагории. Доктор искусствоведческих наук (1943, диссертация «Опыт изучения техники античной скульптуры»).

## Биография
Принадлежал к дворянской семье, которая когда-то владела обширными землями на юге России.  Однако его отец, Дмитрий Владимирович (1864—?), уже не имел состояния и служил таможенным чиновником. Детство будущего учёного прошло в постоянных переездах по местам службы отца.
Ещё его дед, тоже Владимир Дмитриевич(1841—?), приобрёл имение под Москвой и в 1878 году род Блаватских был внесён в 3-ю часть дворянской родословной книги Московской губернии.
Блаватский-младший с золотой медалью окончил 3-ю московскую гимназию в 1917 году и продолжил обучение на историко-филологическом факультете, а затем факультете общественных наук Московского университета, где специализировался на истории античного искусства.
После окончания университета в 1923 году поступил на работу в отдел античного искусства Государственного музея изобразительных искусств, одновременно был аспирантом РАНИОН. Он занимался расчисткой и атрибуцией античных ваз (кандидатская диссертация «Чернофигурные лекифы V в. до н.э. из эллинских городов Северного Причерноморья»). Позднее он вернулся к этой теме и написал книгу об античной керамике (1953). В конце 1920-х годов постепенно отходит от искусствоведения и посвящает себя античной археологии.
Свою карьеру археолога В. Д. Блаватский начал в 1920-е годы под руководством члена-корреспондента АН СССР Б. В. Фармаковского в Ольвийской экспедиции. Блаватский посвятил себя изучению античности Северного Причерноморья. Работал в ГАИМК, читал лекции для аспирантов при ГИМе (1933—1936) и Академии архитектуры (1935—1941), с 1939 года — доцент МГУ.
В 1930-х годах он был арестован и провёл несколько месяцев в заключении, но во время массовых репрессий конца 1930-х годов не пострадал. В июле 1941 года поступил добровольцем в 8-мую Краснопресненскую дивизию московского ополчения. Демобилизован в январе 1942 года после тяжёлой контузии. В 1943 году защитил докторскую диссертацию и стал профессором кафедры археологии исторического факультета МГУ. Член-корреспондент АА СССР (1944).
С 1944 по 1947 год В. Д. Блаватский заведовал отделом археологических экспедиций и раскопок ГМИИ им. А. С. Пушкина. В  1940-е годы создал и возглавил в Институте истории материальной культуры сектор античной археологии (позднее руководил и отделом полевых исследований Института археологии); под его руководством осуществлялись раскопки античных городов Харакса, (1931—1935), Фанагории, (1936—1940, совместно с А. П. Смирновым), Пантикапея, (1945—1958) и др., а также первые в СССР подводные археологические исследования Азовско-Черноморского региона (1957—1965). Он стал одним из первооткрывателей Боспора, дал всесторонний анализ античного города и античного хозяйства. Профессор Блаватский исследовал воздействие античного градостроительства и хозяйства (каменоломен, рудников, водопроводов, дорог, каналов, гаваней) на природный ландшафт, животный и растительный мир Северного Причерноморья.
Участник VII, VIII, IX и XI Международных конгрессов классической археологии (1958, 1963, 1969, 1978), XI и XIII Международных конгрессов исторических наук (1960, 1970), Международных конференций Eirene (1964, 1974, 1976), Конгресса классической филологии (Будапешт, 1965). С 1958 года — председатель Ассоциации антиковедов при Отделении истории АН СССР; член экспертной комиссии ВАК СССР и редколлегии журнала «Советская археология».
Руководитель Советско-Албанской археологической экспедиции (1958—1960). Член-корреспондент Венгерского общества классических древностей (1962) и Германского археологического института (1966), почётный член Археологического общества СФРЮ (1966), член Международного совета подводной археологии (1964) и Почётного международного комитета Общества мифраистических исследований (1975).
Был женат на антиковеде Т. В. Блаватской.
В Институте археологии РАН открыт мемориальный кабинет В. Д. Блаватского.

## Награды
- орден Ленина (27.03.1954)
- орден Трудового Красного Знамени (10.06.1945)
- орден «Знак Почёта» (1975)
- медали

## Основные работы

### Монографии
- Блаватский В. Д. Архитектура Древнего Рима. — М.: Изд-во Всес. акад. архитектуры, 1938. — 124 с.
- Архитектура античного мира. — М.: Изд-во Всес. акад. архитектуры, 1939. - 164 с. : ил., черт., карт., план. (Популярная библиотека по архитектуре).
- Греческая скульптура: ГУУЗ Ком-та по делам искусств при СНК СССР допущено в качестве учеб. пособия к курсу истории антич. искусства для учащихся худож. учеб. заведений. - М.; Л.: Искусство, 1939. — 216 с., 11 вкл. л. ил. : ил. Переиздана — М., Б. С. Г.-Пресс, 2008. ISBN 978-5-93381-266-1
- Искусство Северного Причерноморья античной эпохи. — М.: Изд-во Гос. музея изобр. искусств им. А. С. Пушкина, 1947. — 119 с.
- Земледелие в античных государствах Северного Причерноморья. — М.: Изд-во Акад. наук СССР, 1953. — 208 с.: ил. (Причерноморье в античную эпоху / Акад. наук СССР. Ин-т истории и Ин-т истории материальной культуры ; Под. ред. проф. Дьякова; Вып. 5).
- История античной расписной керамики. — М.: Издательство Московского университета, 1953. — 304 с. : ил., карт.
- Очерки военного дела в античных государствах Северного Причерноморья. — М.: Акад. наук СССР, 1954. - 164 с., 1 л. ил. : ил., карт. (Причерноморье в античную эпоху / Акад. наук СССР. Ин-т истории и Ин-т истории материальной культуры ; Под ред. проф. В. Н. Дьякова; Вып. 7).
- Античная археология Северного Причерноморья / Акад. наук СССР. Ин-т археологии. — М.: Изд-во Акад. наук СССР, 1961. — 230 с., 10 л. ил. : ил., карт.
- Блаватский В. Д., Кошеленко Г. А. Открытие затонувшего мира / Академия наук СССР. — М.: Изд-во АН СССР, 1963. — 108 с. — (Научно-популярная серия). — 75 000 экз. (обл.)
- Пантикапей: Очерки истории столицы Боспора / Акад. наук СССР. Ин-т археологии. — М.: Наука, 1964. — 232 с., 6 л. ил.
- Античная полевая археология/ АН СССР. Ин-т археологии. — М.: Наука, 1967. — 208 с.
- Природа и античное общество / АН СССР, Ин-т археологии. — М.: Наука, 1976. — 79 с.
- Античная археология и история / отв. ред. М. М. Кобылина. — М.: Наука, 1985. — 279 с.,

### Статьи
- В исчезнувшем городе // Дружба народов, № 5, 1959.
- О происхождении Боспорских склепов // Советская археология, № 14, 1955.
- Подводные раскопки Фанагории, 1959 год // Советская археология, № 1, 1961.